# Aérodrome de Propriano
L'aérodrome de Propriano - Tavaria (code IATA : PRP • code OACI : LFKO) est un aérodrome civil ouvert à la circulation aérienne publique (CAP), situé en Corse-du-Sud (région Corse, France) sur la commune de Propriano à 1,9 km du centre ville.
Il est utilisé pour la pratique d’activités de loisirs et de tourisme : aviation légère, école de pilotage avions, hélicoptères et parachutisme.

## Histoire

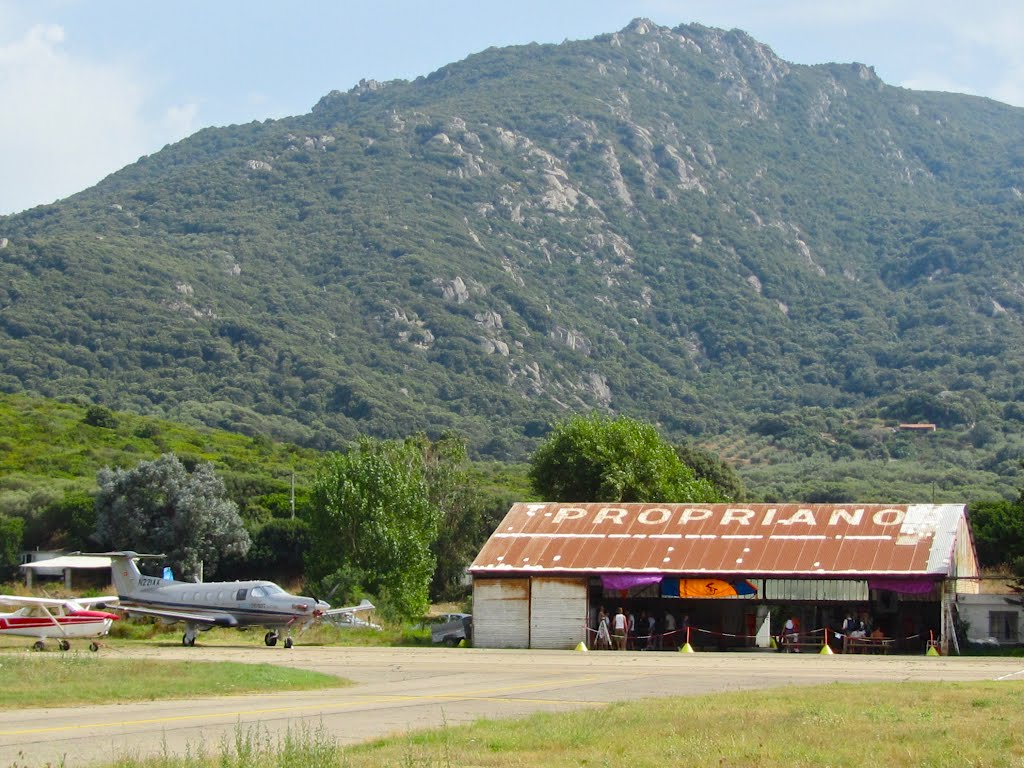
Hangar de l'aérodrome.

Création de la piste en 1964 sous l’impulsion de Paul Sollacaro et de l’Aéroclub du Valinco. 
Dans les années 1970, la compagnie Air Alpes y opérait des lignes commerciales vers le continent avant que celles-ci ne soient transférées vers l’aéroport de Figari Sud Corse, doté d’une piste plus longue et mieux situé pour desservir l’extrême Sud de l’île.
Au début des années 1970, la compagnie proprianaise Corsair (Corse Air Service dirigée par Claude Descatoire et Paul-François Sollacaro) assurait les lignes vers Ajaccio en Dornier DO-28 avec prolongement sur Calvi puis Bastia. 
Ensuite au milieu des années 1970, la compagnie Kallistair, assurant aussi des lignes intérieures corses, filiale de la compagnie Air Littoral, assurait le vol Ajaccio-Propriano-Figari en Britten-Norman 2-A Islander.

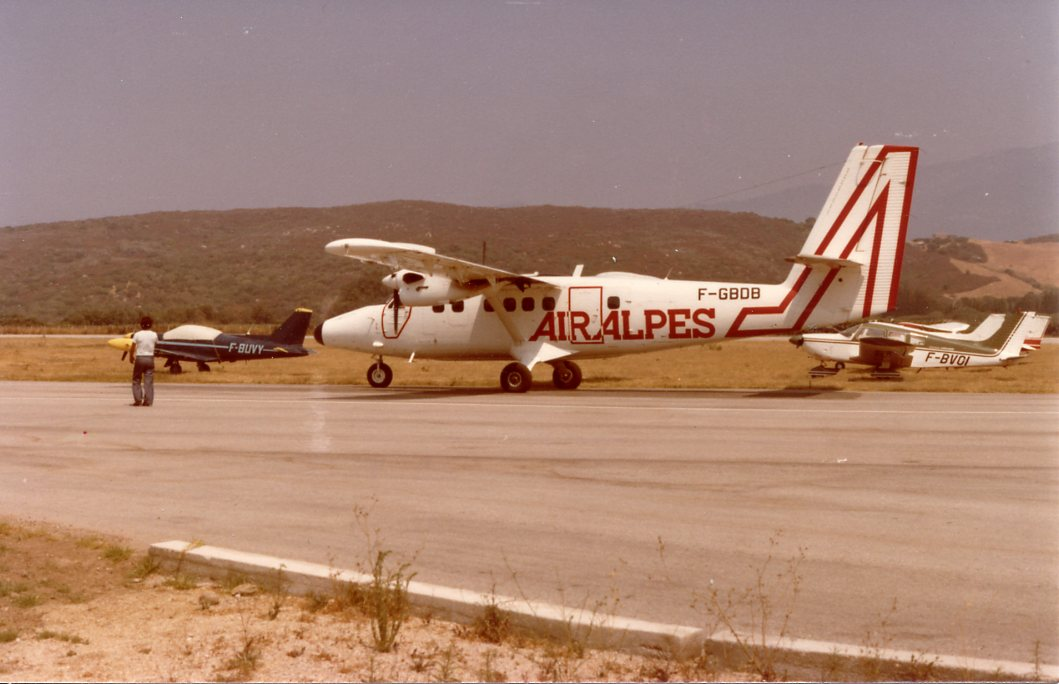
DHC-6 à l'arrivée à Propriano en 1979.

## Localisation

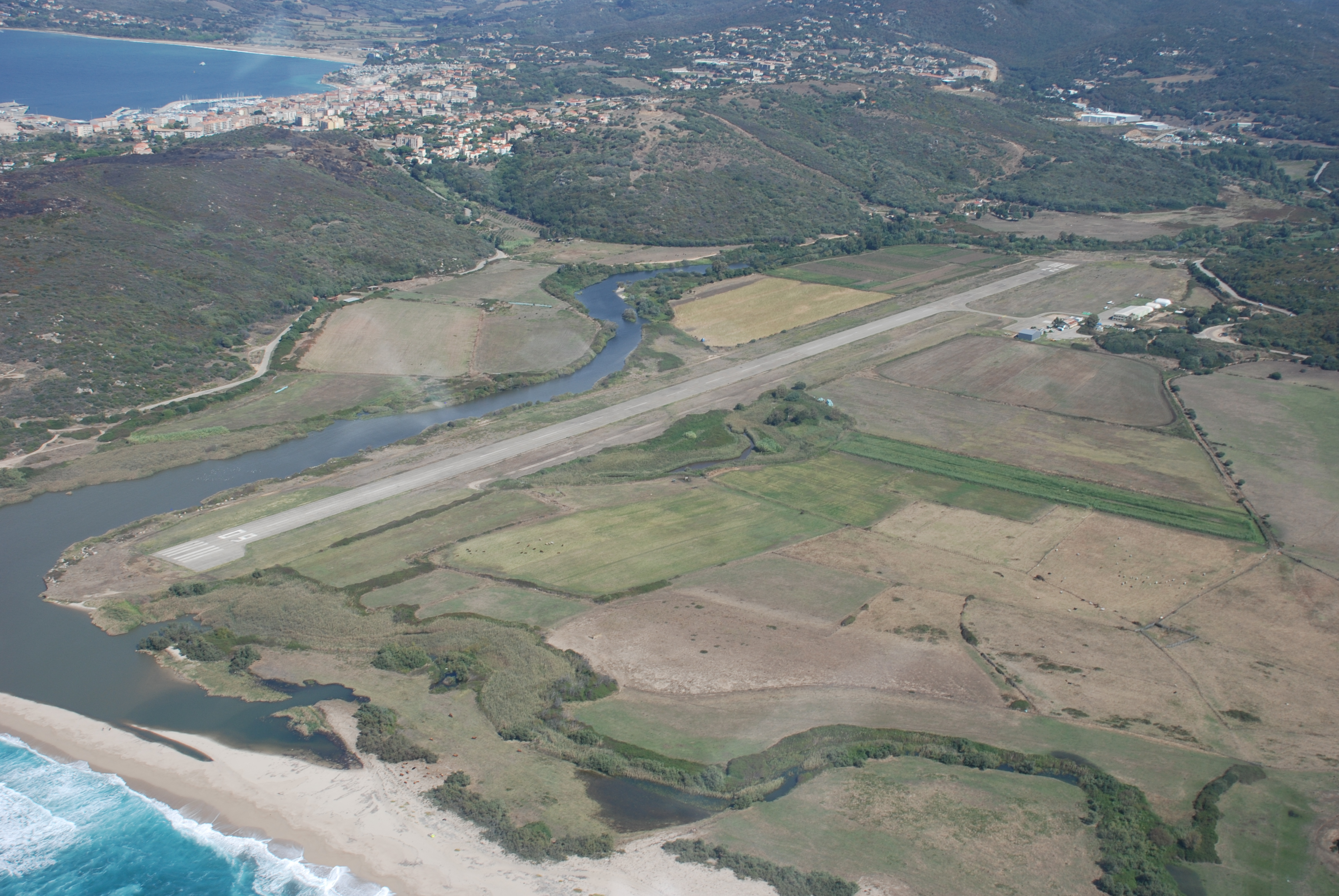
Vue aérienne de l'aérodrome.

| \| 10 km1:520 000 \| Corte Ghisonaccia Ajaccio Bastia Calvi Figari Solenzara Propriano |
| 10 km1:520 000                                                                         |

## Installations
L’aérodrome dispose d’une piste bitumée orientée Est-Ouest (09/27), longue de 1 400 m et large de 30 m.
L’aérodrome n’est pas contrôlé. Les communications s’effectuent en auto-information sur la fréquence de 118,500 MHz.
S’y ajoutent :
- des aires de stationnements ;
- des hangars ;
- une station d’avitaillement en carburant (100LL et Jet A1) ;
- un restaurant - L'aéronack [4].

## Activités
- Corse Autogire : école de pilotage, initiations et vols découverte[5]
- Aéroclub du Valinco - Fermé
- Aéroclub de Propriano - C.I.F.A - école de pilotage avions et hélicoptère.